# Sharon Tate
Sharon Tate (anglès: Sharon Marie Tate Polanski)  (Dallas, 24 de gener de 1943 - 10050 Cielo Drive, 9 d'agost de 1969)  fou una actriu estatunidenca esposa del director Roman Polanski que morí assassinada per membres de la família Manson a la seva residència de Beverly Hills, Califòrnia (EUA).

## Biografia
Nascuda a Dallas, Texas (EUA), Tate era filla d'un militar. A començaments dels anys 60 començà a treballar en diferents papers en sèries de televisió. Posteriorment, es feu famosa per la seva bellesa i per ser una de les promeses de Hollywood a més a més dels seus treballs com a model.
El 20 de gener de 1968 va contraure matrimoni amb el director de cinema Roman Polanski, amb qui havia treballat a Dance of the Vampires.
La nit del 9 d'agost de 1969, quan es trobava embarassada de 8 mesos i mig, va ser assassinada per Susan Atkins, membre de la família Manson, tot i les seves súpliques perquè no matessin el seu fill nonat.

## Filmografia
| Any  | Pel·lícula                               | Paper           | Altres Dades*         |
| ---- | ---------------------------------------- | --------------- | --------------------- |
| 1962 | Hemingway's Adventures of a Young Man    |                 |                       |
| 1962 | Barabbas                                 |                 |                       |
| 1963 | The Beverly Hillbillies                  | Janet Trego     | sèrie TV              |
| 1964 | The Americanization of Emily             | noia guapa      |                       |
| 1967 | The Fearless Vampire Killers             | Sarah Shagal    |                       |
| 1967 | Eye of the Devil                         | Odile de Caray  |                       |
| 1967 | No feu onades (Don't Make Waves)         | Malibu          |                       |
| 1967 | Valley of the Dolls                      | Jennifer North  |                       |
| 1968 | Rosemary's Baby                          | noia a la festa |                       |
| 1969 | Brigada de demolició (The Wrecking Crew) | Freya Carlson   |                       |
| 1969 | The Thirteen Chairs                      | Pat             | estrenada pòstumament |